# Jacinto Villalba (Fußballspieler, 1914)
Jacinto Villalba (* 19. September 1914 in Asunción; † unbekannt) war ein paraguayischer Fußballspieler. Der Stürmer gehörte zum Kader der paraguayischen Nationalmannschaft bei der Fußball-Weltmeisterschaft 1930 in Uruguay.

## Karriere

### Verein
Villalba begann seine Karriere bei Cerro Porteño in Paraguay. Im Jahr 1932 wechselte er nach Argentinien zu San Lorenzo, wo er bis 1935 spielte. Mit San Lorenzo gewann er 1933 die argentinische Meisterschaft.

### Nationalmannschaft
Villalba wurde 1930 mit 16 Jahren in den Kader Paraguays für die erste Fußball-Weltmeisterschaft berufen, kam jedoch nicht zum Einsatz. Er nahm auch am Campeonato Sudamericano 1939 teil, bei dem er alle vier Partien bestritt und mit seinem Team den dritten Platz belegte.

## Erfolge
San Lorenzo
- Argentinischer Meister: 1933